# エプロン (飛行場)

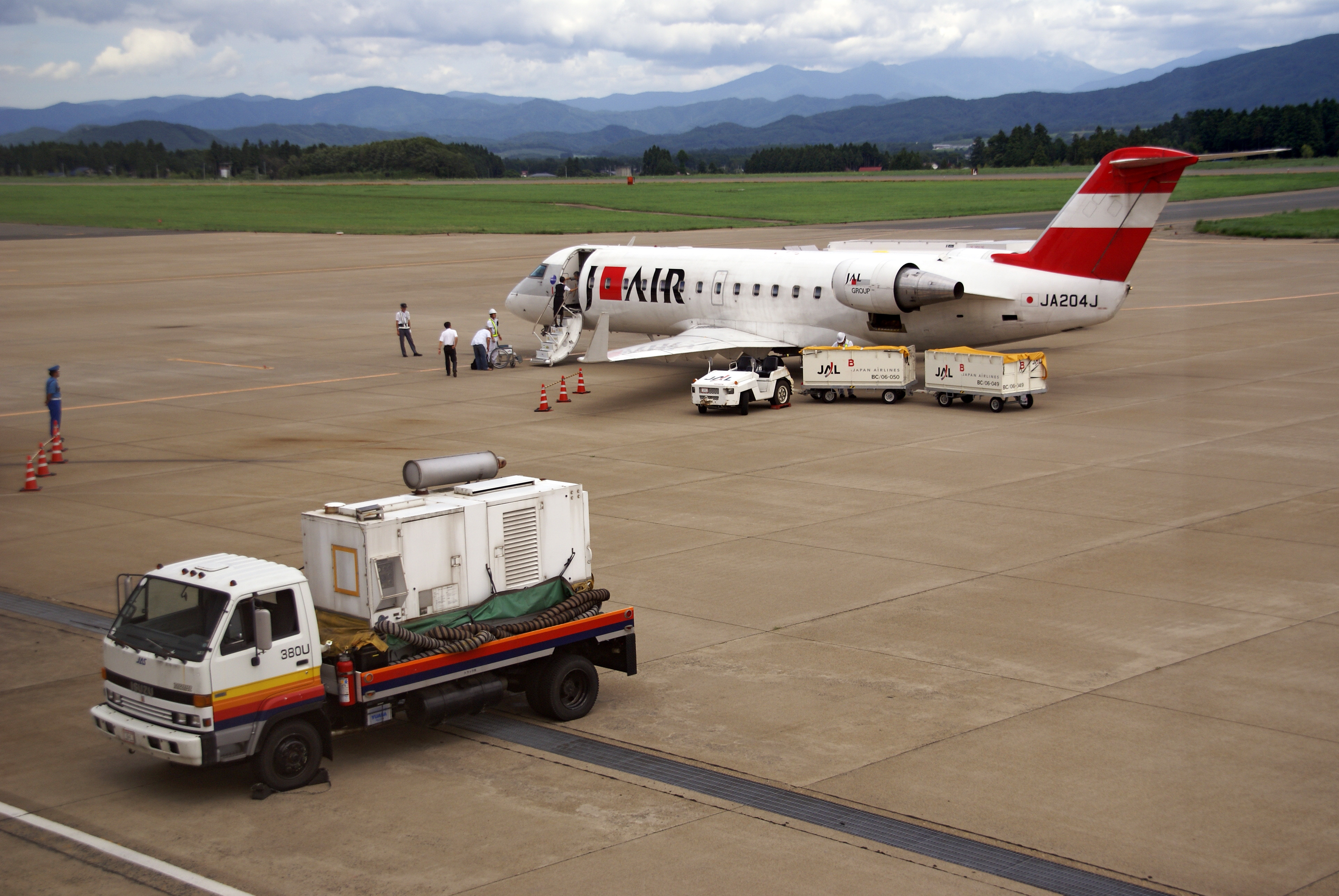
ローディングエプロン（花巻空港）

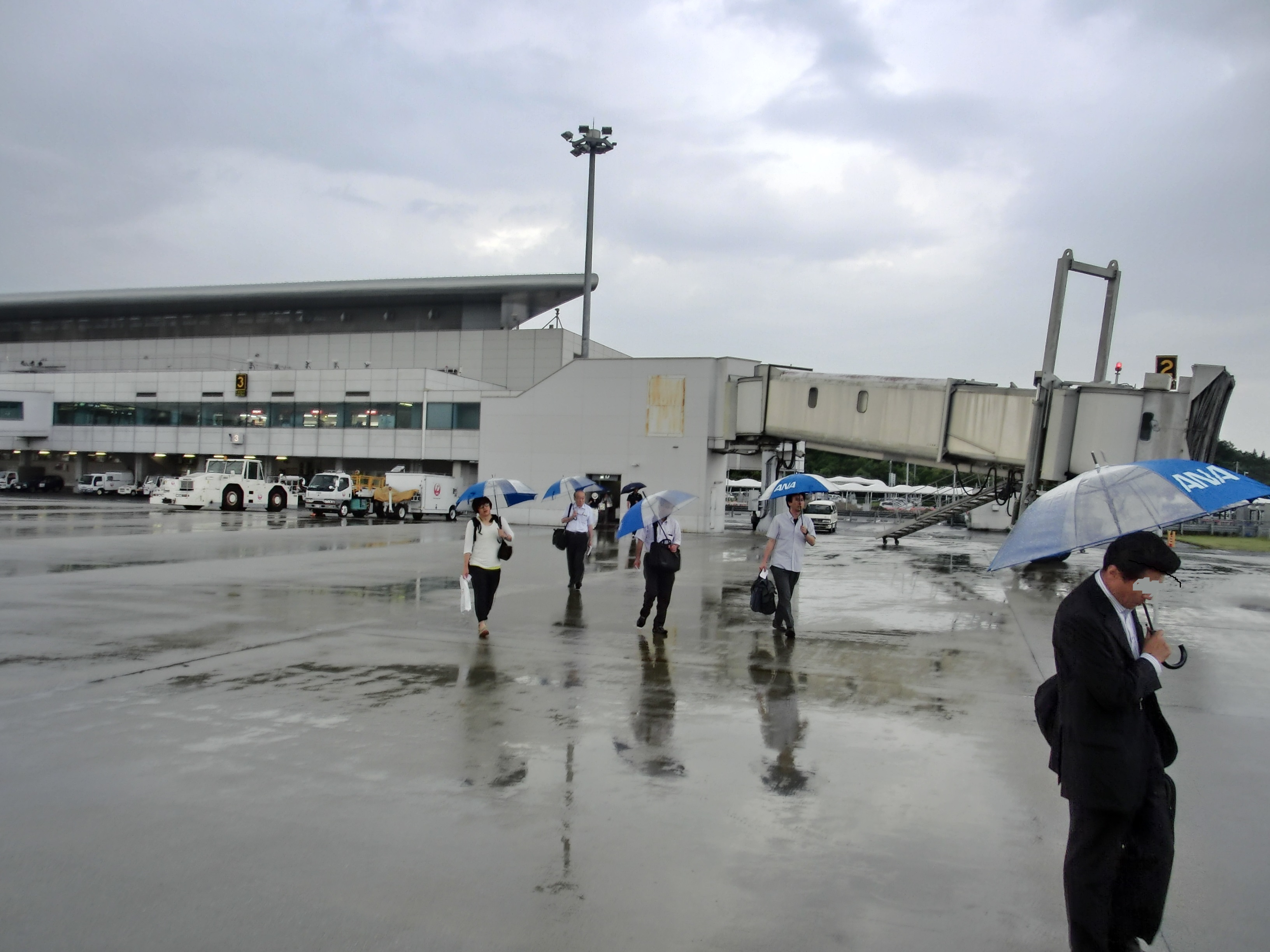
広島空港；徒歩でエプロンを移動して搭乗する乗客

エプロン（英: apron）とは、飛行場の中で乗員・乗客の乗降、貨物の積み下ろし、燃料の補給、簡易な点検整備などのために航空機を駐機する場所のことである。滑走路のそばに併設され、滑走路とは誘導路で連絡される。現代の定期航空機運航に用いられる飛行場ではコンクリート舗装されていることが多い。
航空自衛隊などが開催する航空ショーではエプロンの大部分が観客に開放され、実質的な「観客席」となる。

## 種類
使用用途によって、いくつかに分けられる。
ローディングエプロン (loading apron)旅客の乗降、貨物の積み下ろし、燃料・食料・水等の補給、点検などのために、ターミナルビル (PTB) と機能的に結びついて配置される。
カーゴエプロン (cargo apron)貨物専用機が貨物の積み下ろしを行うために設置される。貨物ターミナルと機能的に結びついて配置される。
駐機エプロン (parking apron)航空機の非稼働時に停留するために配置される。
ナイトステイエプロン駐機エプロンのうち、特に夜間停留に用いられるものをいう。
ランナップエプロンエンジンの試験運転を行うために設置される。通常ブラストフェンスやサイレンサーを備える。

## スポット
エプロンの中で、個別の航空機を駐機するために特に定められた領域を「スポット」と呼ぶ。それぞれのスポットには番号が与えられている。以下の種類に分けられる。なお、駐機場のことを「スポット」と呼ぶのは日本などの少数の国に限られており、英語の"spot"には駐機場の用例はない。通常、日本で「スポット」と呼ばれるものは"gate"ないしは"apron"と呼ばれている。

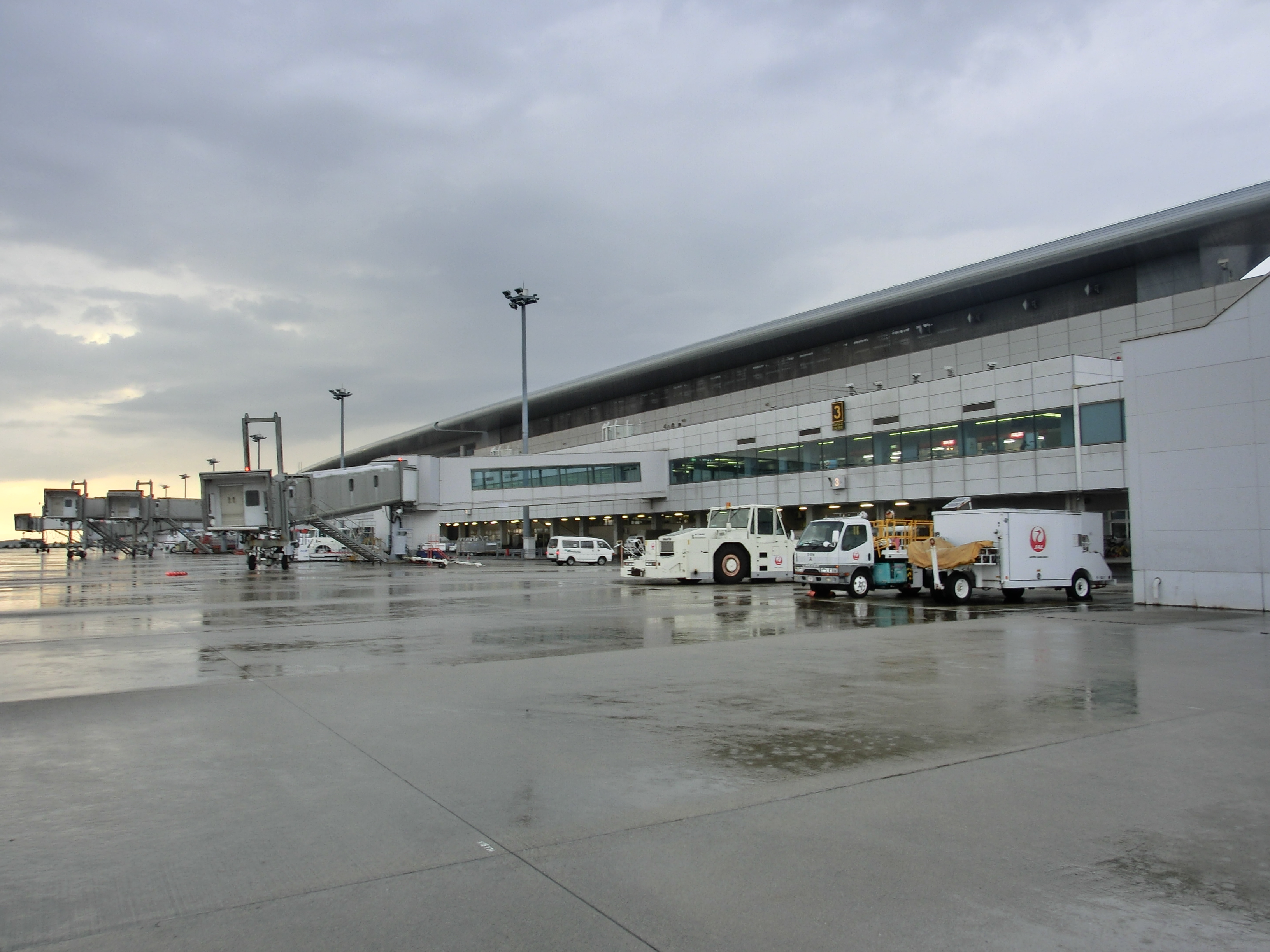
広島空港の固定スポット

固定スポット旅客ターミナルビルやサテライトに隣接し、ボーディング・ブリッジ（搭乗橋）を備えるスポット
オープンスポット搭乗橋を備えないスポット。乗員や旅客の乗り降りにはタラップを用いる